# Синьхуан-Дунский автономный уезд
Синьхуан-Дунский автономный уезд (кит. упр. 新晃侗族自治县, пиньинь Xīnhuǎng Dòngzú zìzhìxiàn) — автономный уезд городского округа Хуайхуа провинции Хунань (КНР).

## История
В 1817 году из уезда Чжицзян был выделен Хуанчжоуский комиссариат (晃州厅). После Синьхайской революции в Китае была проведена реформа структуры административного деления, в ходе которой комиссариаты были упразднены, и поэтому в 1913 году Хуанчжоуский комиссариат был преобразован в уезд Хуансянь (晃县).
В 1929 году власти уезда переехали на новое место — в посёлок, получивший название Синьхуан (新晃镇, «новый Хуан»).
После образования КНР в 1949 году был создан Специальный район Хуэйтун (会同专区), и уезд вошёл в его состав. 2 сентября 1952 года Специальный район Хуэйтун был расформирован, и уезд вошёл в состав нового Специального района Чжицзян (芷江专区), который уже 13 ноября был переименован в Специальный район Цяньян (黔阳专区). 
5 декабря 1956 года уезд Хуансянь был преобразован в Синьхуан-Дунский автономный уезд. В 1970 году Специальный район Цяньян был переименован в Округ Цяньян (黔阳地区). Постановлением Госсовета КНР от 30 июня 1981 года Округ Цяньян был переименован в Округ Хуайхуа (怀化地区). Постановлением Госсовета КНР от 29 ноября 1997 года округ Хуайхуа был преобразован в городской округ.
В июне 2024 года в результате обвала горных пород в деревне Доуси погибли 8 человек.

## Административное деление
Автономный уезд делится на 9 посёлков и 2 национальные волости.